# I że cię nie opuszczę
I że cię nie opuszczę (ang. The Vow) – amerykański dramat z 2011 roku w reżyserii Michaela Sucsy'ego. 
Film bazuje na autentycznej historii Krickitt Carpenter z Farmington, która opisała historię swojego małżeństwa z Kimem Carpenterem w książce pt. The Vow. Film pomija niektóre aspekty tej historii, między innymi głęboką religijność obojga bohaterów, którzy stwierdzili później, że właśnie ich wiara w Jezusa, skłaniała ich do walki o zachowanie małżeństwa zawartego przed Bogiem.

## Opis fabuły
Kiedy pewnego dnia Paige (Rachel McAdams) i Leo (Channing Tatum), młode małżeństwo, wsiada do samochodu, nie wie, że za moment odmieni się ich całe życie. Dochodzi do wypadku, w wyniku którego on zostaje lekko ranny, ona doznaje poważnych uszkodzeń czaszki i zapada w śpiączkę. Gdy wybudza się, jest inną osobą. Zapomniała wszystko z pięciu ostatnich lat przed wypadkiem, także własnego męża. Leo podejmuje próbę ożywienia jej pamięci poprzez wspomnienia i zdjęcia. Jednak Paige zaczyna uważać go za natręta. Leo postanawia sprawić, by żona po raz drugi zakochała się w nim.

## Obsada
- Channing Tatum jako Leo
- Rachel McAdams jako Paige
- Scott Speedman jako Jeremy
- Dillon Casey jako Ryan
- Rachel Skarsten jako Rose
- Kristina Pesic jako Lizbet
- Brittney Irvin jako Lena
- Jeananne Goossen jako Sonia
- Jessica McNamee jako Gwen
- Kim Roberts jako Barbara
- Wendy Crewson jako dr. Fishman

i inni